# Kugelsteinhöhle I
Die Kugelsteinhöhle I, auch Grabhöhle, Durchgangshöhle oder Menschenhöhle genannt, bei Deutschfeistritz befindet sich in 450 m ü. A. im Kugelstein nördlich des Hauptortes von Deutschfeistritz, Steiermark in Österreich.

## Lage
Die Kugelsteinhöhle I befindet sich am unteren Osthang des Kugelsteins, etwas nordöstlich der Kugelsteinhöhle II. Der Eingang liegt in einem schichtgebundenen Felsband.

## Beschreibung
Die rund 60 Meter lange Kugelsteinhöhle I hat zwei flachovale und nach Südosten gerichtete Tagesöffnungen, sowie eine dritte, zwischen den beiden großen Öffnungen gelegene, nicht passierbare, spaltartige Tagesöffnung. Der nördlichere der beiden Eingänge liegt in einer Schichtfuge. Von ihm führt ein deutliche Wassermarken zeigender Gang in südöstliche Richtung, welcher nach 10 Metern endet. Über einen durch Schutt, Humus und Sand verengten Durchbruch ihm Höhlenboden am Gangende gelangt man zu einem darunter liegenden kleinen Raum. Von diesem Raum zweigen mehrere kleine Gänge ab. Einer dieser Gänge setzt etwa 1,5 Meter über dem Boden an und endet nach 6 Metern im Vorraum des südlichen Höhleneinganges. Im Vorraum findet man Deckenkolke.
Der Höhlenboden besteht bis in eine Tiefe von etwa 15 Zentimeter großteils aus dunkelgrauen Humus. In einer Tiefe von 15 Zentimeter bis 90 Zentimeter herrscht vor allem gelbbraune, feinsandige Ablagerungen mit Kalkschutteinlagerungen vor. Darunter besteht der Boden aus gelbbraunem Sand. Der vom nördlichen Eingang abgehende Gang hat einen teilweise mit Höhlenlehm bedeckten Boden.
In der Höhle wurden ein hier mit einer Ausrichtung nach Osten begrabenes Skelett eines sechs bis achtjährigen Kindes gefunden. Neben dem Skelett befand sich ein größeres, mit Ornamenten verziertes Tongefäß. Weitere Tonscherben wurden an anderen Stelle in der Höhle gefunden. Zudem wurden zahlreiche Tierknochen gefunden, unter anderem vom Rothirsch, Rotfuchs und Nagetieren.